# Augie Meyers
August „Augie“ Meyers (* 31. Mai 1940 in San Antonio, Texas) ist ein US-amerikanischer Musiker. Er wurde vor allem als Keyboarder des Sir Douglas Quintet und später der Texas Tornados bekannt.

## Leben
In den frühen 1960er Jahren war Meyers neben Doug Sahm Gründungsmitglied des Sir Douglas Quintet. Mit seinem typischen Vox-Orgel-Spiel prägte er den Sound des Quintets auf Hits wie She’s About A Mover (1964), Mendocino (1969), Nuevo Laredo (1970) und vielen anderen. Später spielte Meyers auch auf etlichen von Sahms Soloalben und veröffentlichte eigene Platten, ebenfalls im Tex-Mex-Stil.
In den 1990er Jahren war Meyers neben Doug Sahm, Flaco Jimenez und Freddy Fender Mitglied der Tex-Mex-Supergroup Texas Tornados. Auch als Studiomusiker war Meyers gefragt. Er wirkte u. a. auf Bob Dylans Alben Time Out of Mind (1997) und Love and Theft (2001) mit.
Meyers lebt in Bulverde, Texas. Seit den 1970er Jahren betreibt er von dort aus auch eigene Plattenlabels wie The Texas Re-Cord Company, Superbeet Records und White Boy Records.

## Diskografie
- The Western Head Music Co. (Polydor 1971)
- You Ain’t Rollin’ Your Roll Rite (Paramount 1972)
- Live At The Longneck (Texas Re-Cord 1975)
- Finally In Lights (Texas Re-Cord 1977)
- Still Growin (Sonet 1982)
- August in New York (Sonet 1984)
- Augie’s Back (Sonet 1986)
- My Main Squeeze (Superbeet 1986)
- Sausalito Sunshine (Superbeet 1988, nur als Kassette)
- White Boy (White Boy 1995)
- Alive & Well At Lake Taco (White Boy 1996)
- Blame It On Love (Texas World 2002)
- My Freeholies Ain’t Free Anymore (El Sendero 2006)
- Through The Years ("Best of"-Album, 2007)